# Alfonso Llosa
Alfonso Llosa González-Pavón (Lima, 15 de junio de 1906–ib., 1 de abril de 1988) fue militar y político peruano. Comandante del Ejército Peruano. Durante el gobierno de José Luis Bustamante y Rivero encabezó una intentona golpista en Juliaca (1948). Fue ministro de Fomento y Obras Públicas en el gobierno de la Junta Militar (1948-1950).

## Biografía
Hijo de Enrique Llosa Valdivia y Carlota González-Pavón Palma. Hermano del abogado y político José Carlos Llosa González-Pavón, y del vicealmirante Luis Edgardo Llosa González-Pavón, que fue ministro de Relaciones Exteriores en dos ocasiones (1955-56 y 1962-63).
Durante el gobierno constitucional de Luis Sánchez Cerro (1931-1933) era ya teniente del ejército peruano. Fue partidario acérrimo de dicho régimen y consumado antiaprista. Actuó en casi todas las cortes marciales que juzgaron sumariamente a los apristas durante el sanchecerrismo. También fue escolta del presidente Sánchez Cerro, habiendo estado presente durante el atentado que acabó con la vida de dicho mandatario. Se le atribuye incluso ser el autor de los disparos que abatieron al magnicida Abelardo Mendoza Leyva.
Durante el primer gobierno de Manuel Prado Ugarteche pasó a ser agregado militar en Bolivia, cuando el doctor José Luis Bustamante y Rivero era el embajador en dicho país (1942-1945). Entre ambos se forjó una amistad. Cuando Bustamante subió al poder en 1945 tras ganar las elecciones con el apoyo del voto aprista, Llosa fue nombrado jefe de un cuerpo de artillería en Lima. Bustamante lo mantuvo así a su lado, pese a que tenía fama de ser un antiaprista radical.
Se hizo célebre por sus desplantes en contra de los miembros del partido aprista. Un día de septiembre de 1947, junto con algunos subalternos (uno de ellos armado con una ametralladora), ingresó a la imprenta del diario La Tribuna (órgano del aprismo), amenazando de muerte a los trabajadores y empleados, a los que mantuvo largo rato con las manos en alto. Entre los amedrentados se hallaba un dirigente aprista, Luis Heysen, amigo de Haya de la Torre. El presidente Bustamante minimizó el asunto y envió a Llosa lejos de Lima, como segundo jefe de Estado Mayor de la Región Sur.
Era ya teniente coronel y jefe del Grupo de Artillería N.º 4 de Juliaca, cuando conjuntamente con otras unidades militares del departamento de Puno, encabezó en la noche del domingo 4 de julio de 1948 una sublevación con el propósito de deponer a Bustamante. Pero fracasó rápidamente al no recibir el respaldo del resto de las guarniciones del país; evidentemente su movimiento no contaba con el apoyo popular.
Llosa y sus partidarios huyeron a Bolivia y solicitaron asilo en La Paz. Si bien había fracasado, su intentona golpista fue un signo del malestar de los altos mandos militares quienes consideraban débil la actuación del presidente Bustamante frente a los apristas, que se dedicaban permanentemente a sabotear al gobierno. Se cree que Llosa actuaba coordinadamente con el general Manuel Odría, entonces ministro de Gobierno, en un complot del que también formaría parte el hacendado Pedro Beltrán Espantoso.
A los pocos meses sobrevino el golpe de Estado perpetrado por el general Odría, el 27 de octubre de 1948. Se instauró entonces una Junta Militar de Gobierno, encabezada por el mismo Odría. El 31 de octubre se constituyó el Consejo de Ministros, en el que Llosa, ya de regreso de Bolivia, figuró como ministro de Fomento y Obras Públicas.  En dicho cargo se mantuvo hasta el final de la Junta Militar, que el 28 de julio de 1950 dio pase al gobierno constitucional de Manuel Odría.